# Dennis Madalone
Dennis Madalone, noto anche con lo pseudonimo di Danger (29 settembre 1954), è uno stuntman e attore statunitense.

## Biografia
Dennis Madalone è cresciuto a South Plainfield, nel New Jersey, e si è diplomato alla South Plainfield High School nel 1974.
Madalone ha lavorato come stuntman e coordinatore degli stuntman nel franchise di fantascienza Star Trek, in oltre 400 episodi delle serie televisive Star Trek: The Next Generation, Star Trek: Deep Space Nine e Star Trek: Voyager. Ha inoltre coordinato gli stuntman nella serie televisiva Castle.
Nel 2002,ha distribuito una sua canzone e il relativo videoclip, un tributo alle vittime degli attentati dell'11 settembre 2001 al World Trade Center, intitolato America We Stand As One. Descritto come "il video musicale più spaventoso", "zuccheroso" e "bizzarro", il video musicale è divenuto un fenomeno di Internet.

## Filmografia

### Produttore
- The Boy Behind the Door, regia di David Charbonier e Justin Powell (2020)

## Discografia

### Singoli
- 2001 - America We Stand as One